# 连玉明
连玉明（1964年3月—），男，汉族，山西襄垣人，中华人民共和国政治人物。现任北京市朝阳区政协副主席，北京国际城市发展研究院院长。第十三、十四届全国政协委员。